# Wen Yiduo
Wen Yiduo (ur. 24 listopada 1899 w Xishui, zm. 15 lipca 1946 w Kunmingu), właśc. Wen Jiahua (chiń. 聞家驊) – chiński poeta.

## Życiorys
Urodził się w powiecie Xishui w prowincji Hubei w rodzinie urzędnika. Jako dziecko otrzymał klasyczne wychowanie, zapoznał się z chińskimi klasykami i zachodnią literaturą. Pod wpływem Ruchu 4 Maja stał się rzecznikiem pisania w języku wernakularnym (baihua). Studiował na Uniwersytecie Tsinghua w Pekinie, był redaktorem uczelnianej gazety. W latach 1922–1925 przebywał w Stanach Zjednoczonych, gdzie studiował malarstwo. Zadebiutował wydanym w 1923 roku tomikiem poezji Hong zhu. W 1928 roku opublikował drugi zbiór wierszy, Si shui. W tym samym roku przystąpił do grupy literackiej Xinyue She, jednak po kilku miesiącach z nią zerwał. Po japońskiej agresji na Chiny ewakuował się do Kunmingu. Od 1944 roku był działaczem Chińskiej Ligi Demokratycznej. Zajmował krytyczne stanowisko wobec rządzącego Kuomintangu, w 1946 roku został zamordowany przez jego członków.
Wpływ na styl literacki Wena wywarła poznana w trakcie studiów twórczość Shelleya, Keatsa i Tennysona. Przykładał wagę do piękna języka i formy, lekceważonych na ogół przez współczesną mu poezję. W artykule Shi de ge lü z 1925 roku przedstawił wizję jedności sztuk. Krytykował popularnych poetów takich jak Guo Moruo za zbytnie uleganie zachodnim wzorcom. W swojej twórczości poruszał wątki narodowe i patriotyczne. Zajmował się też studiami nad klasyczną literaturą chińską, uchodził za znawcę tekstów klasycznych.